# Michaelskirche (Gräfenhausen)

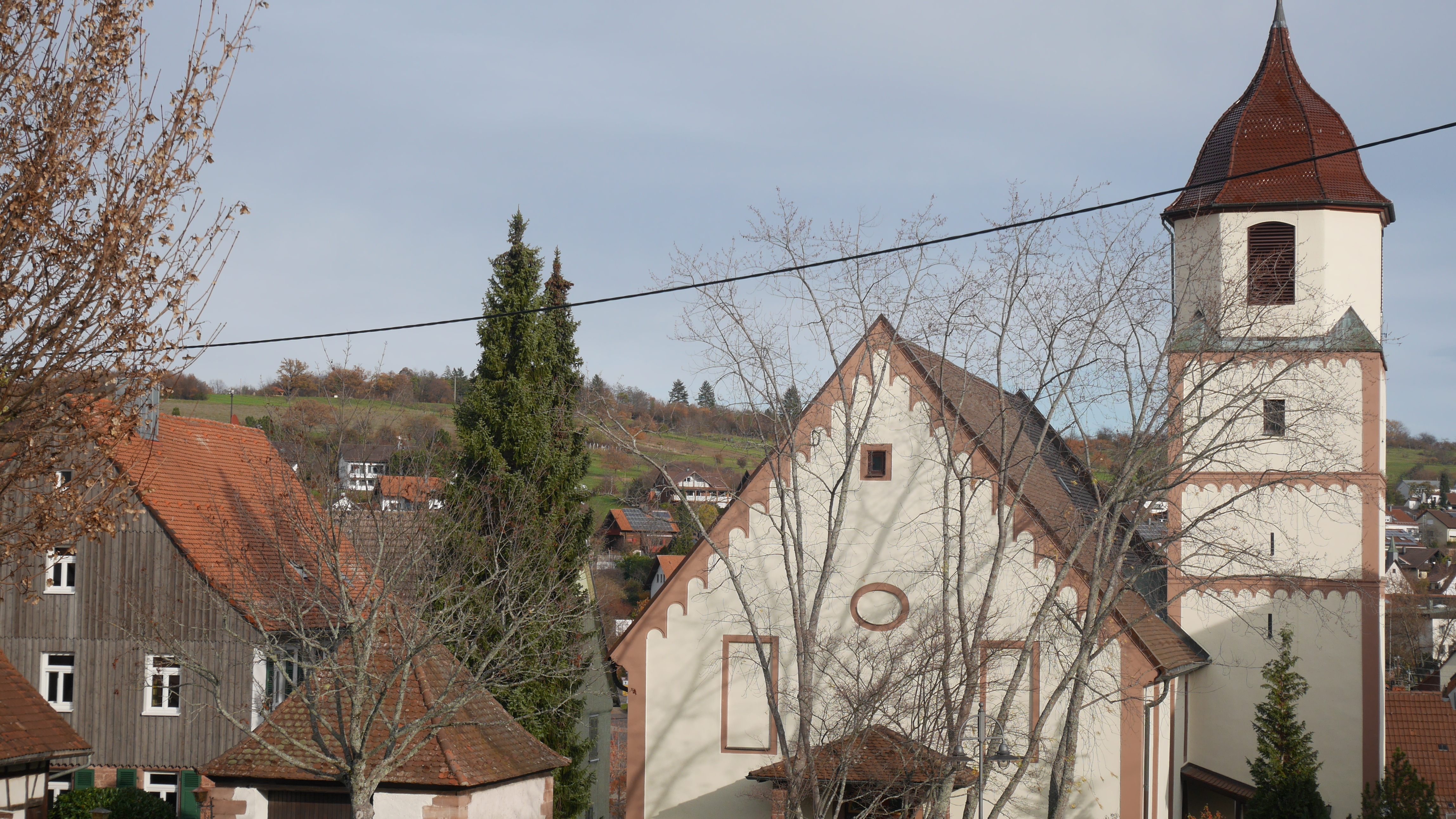
Michaelskirche (Gräfenhausen) Ansicht West

Die evangelische Michaelskirche in Gräfenhausen, einem Ortsteil von Birkenfeld im Enzkreis in Baden-Württemberg, ist eine Kirche, deren Ursprünge im hohen Mittelalter liegen.

## Geschichte
Gemäß einer heute nicht mehr vorhandenen, aber urkundlich mehrfach bezeugten Inschrift war ein Ruprecht von Straubenhardt 1108 Stifter der Pfarrei in Gräfenhausen und Erbauer der ersten Kirche. Die Kirche war die Mutterkirche für ein relativ großes Kirchspiel, das sich südwestlich bis nach Dobel erstreckte. Der Turmstumpf der heutigen Kirche dürfte als einziger Bauteil noch auf die mittelalterliche Kirche zurückgehen und wird der Romanik zugerechnet. 

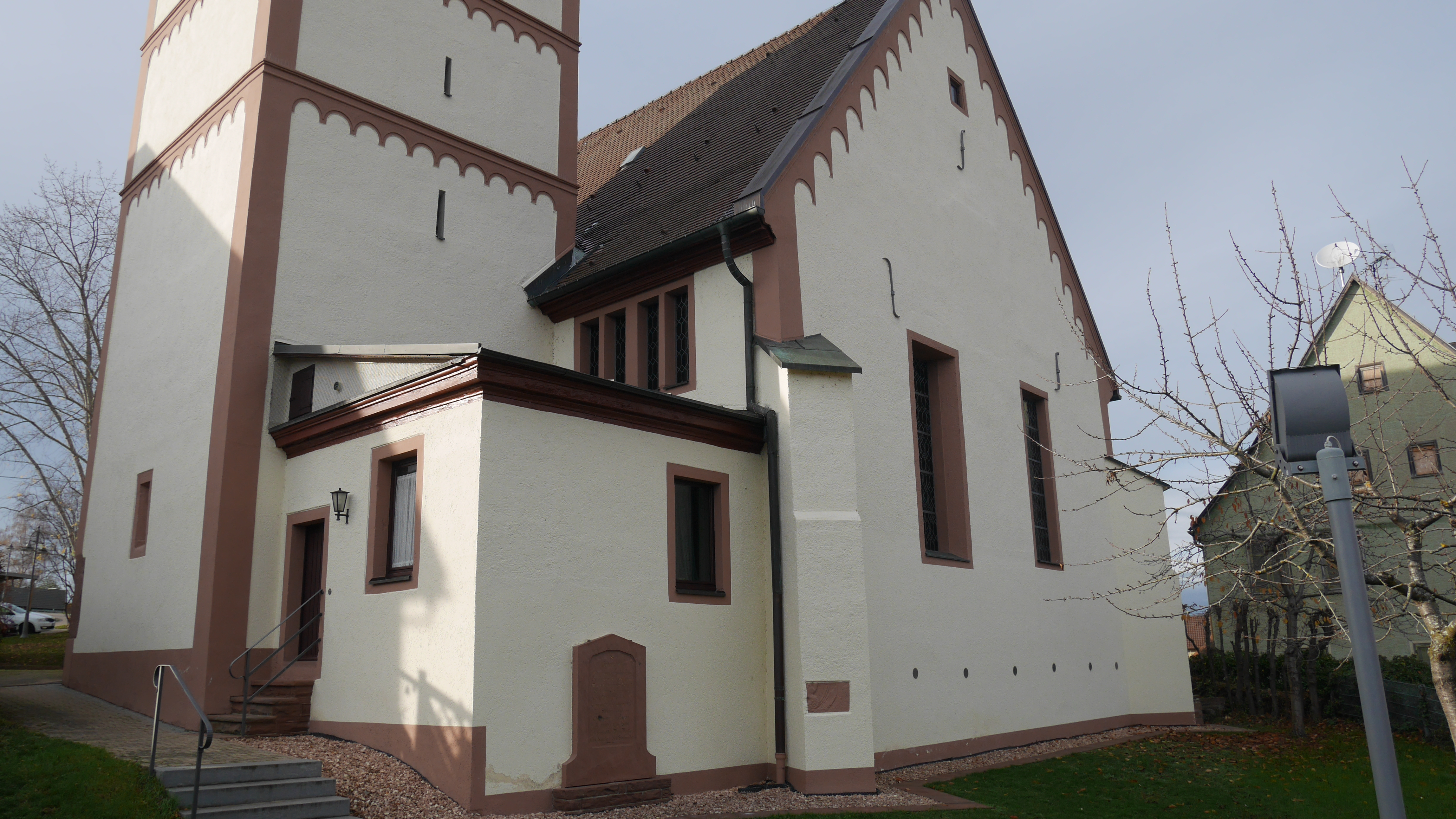
Turmstumpf Ansicht Südost mit Spolien Südwestecke

In und an der Kirche sind einige römische Motivsteine, sogenannte Spolien, vermauert.

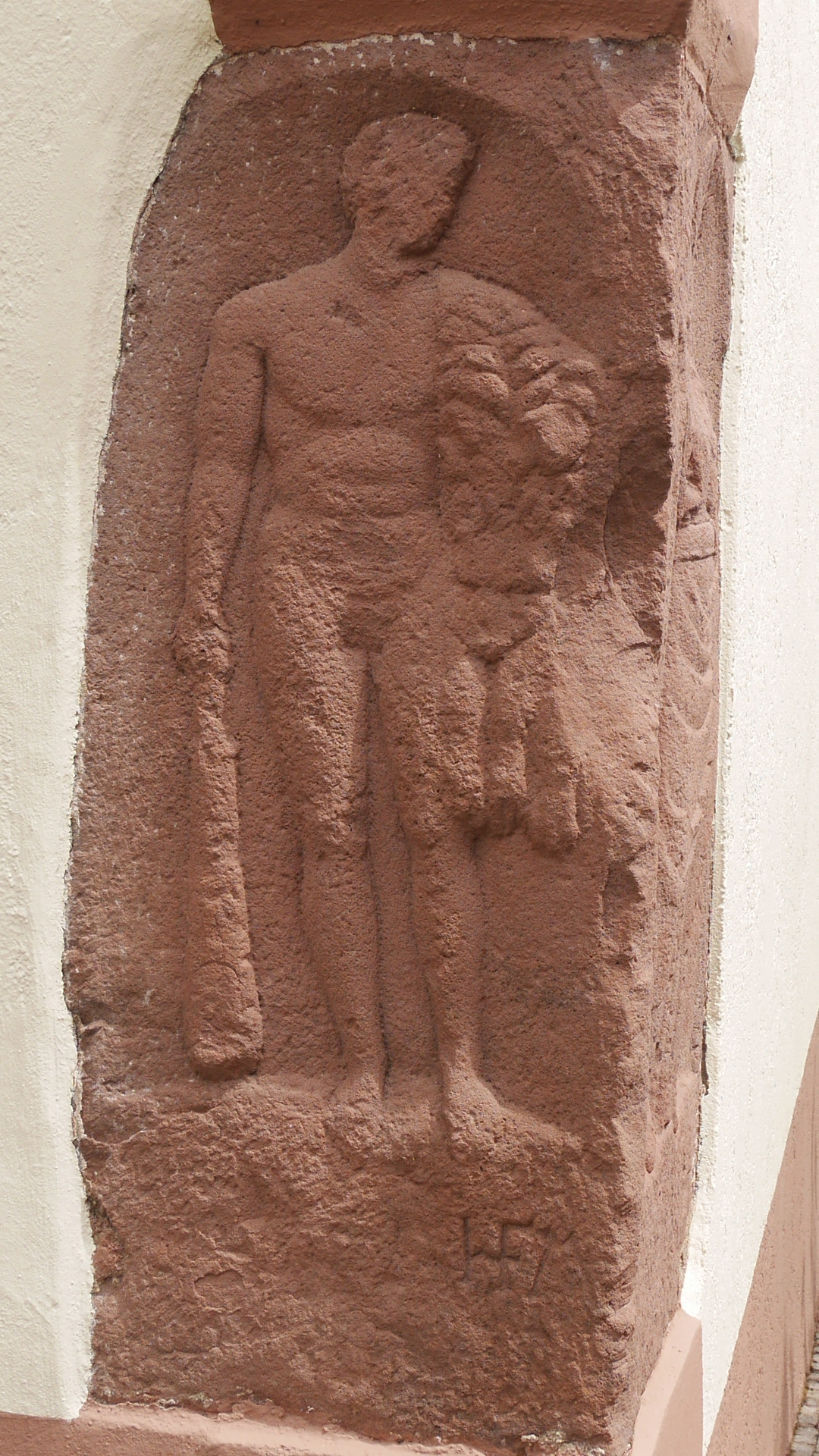
Spolie Götterstein Herkules mit Keule
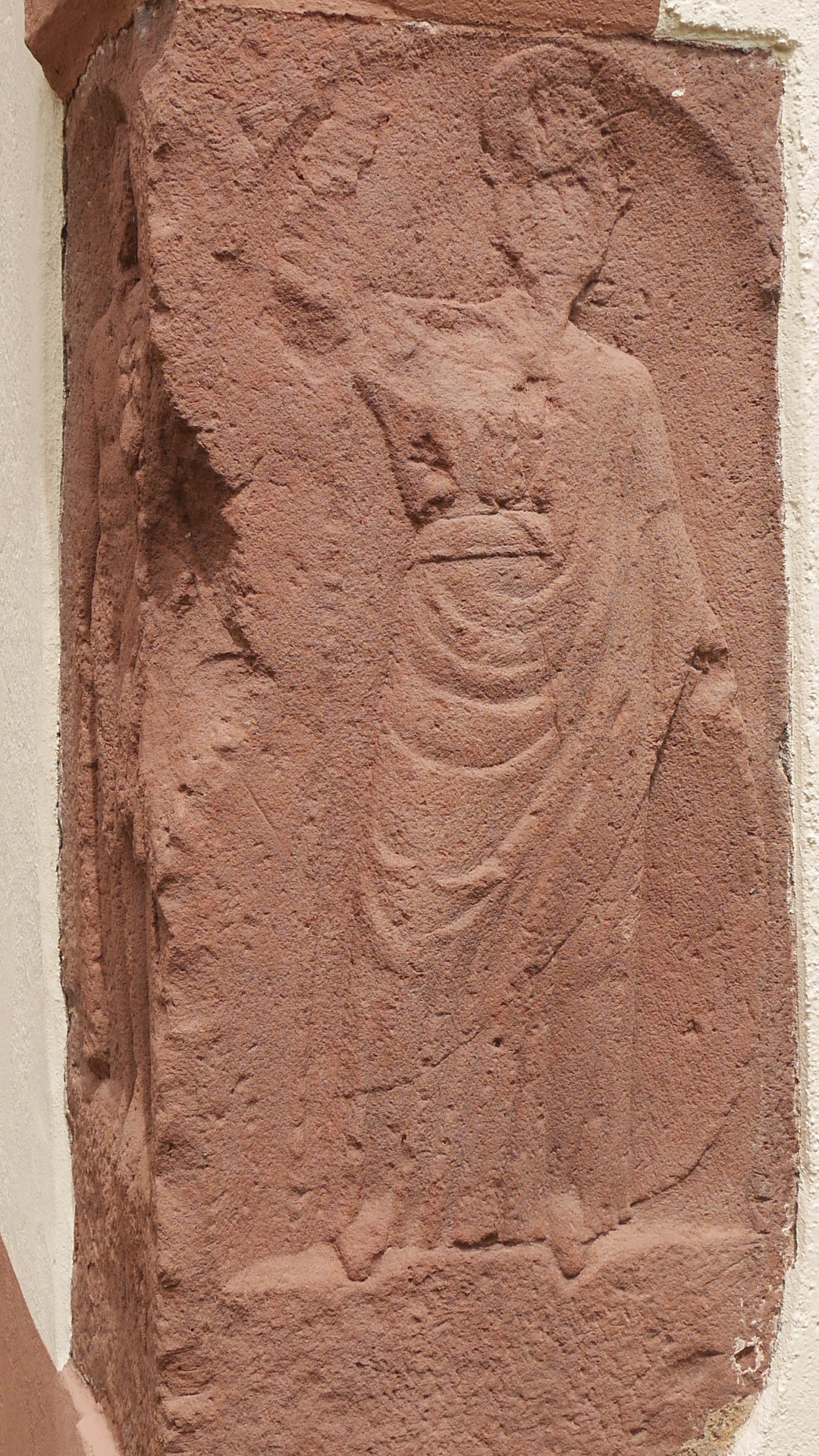
Minerva vermutlich aus römischer Gigantensäule
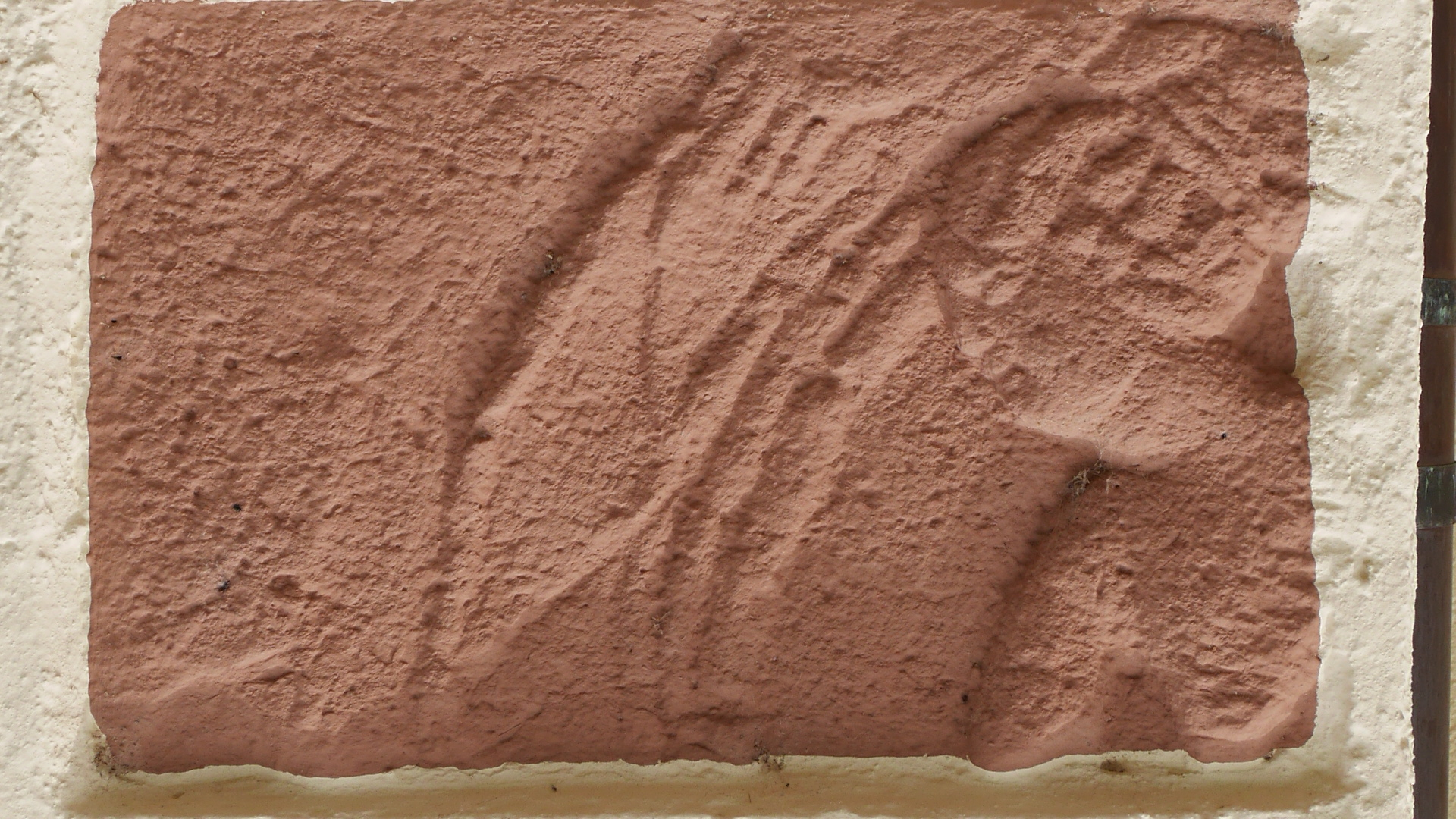
Spolie an Ostpfeiler

Die Kirche wurde 1607 umgebaut und vergrößert. In den Kriegen des 17. Jahrhunderts wurden 1682 die Glocken der Kirche gestohlen. 1724 erhielt die Kirche ihre erste Orgel.

1743 folgte ein neuerlicher Kirchenumbau, bei dem das Schiff auf der Nordseite um rund 4,50 Meter verbreitert wurde. Der Umbau erfolgte jedoch nicht fachgemäß, so dass 1744 umfangreiche Nachbesserungen nötig waren, nachdem die Wände nicht dauerhaft in der Lage waren, die Dachkonstruktion zu tragen.

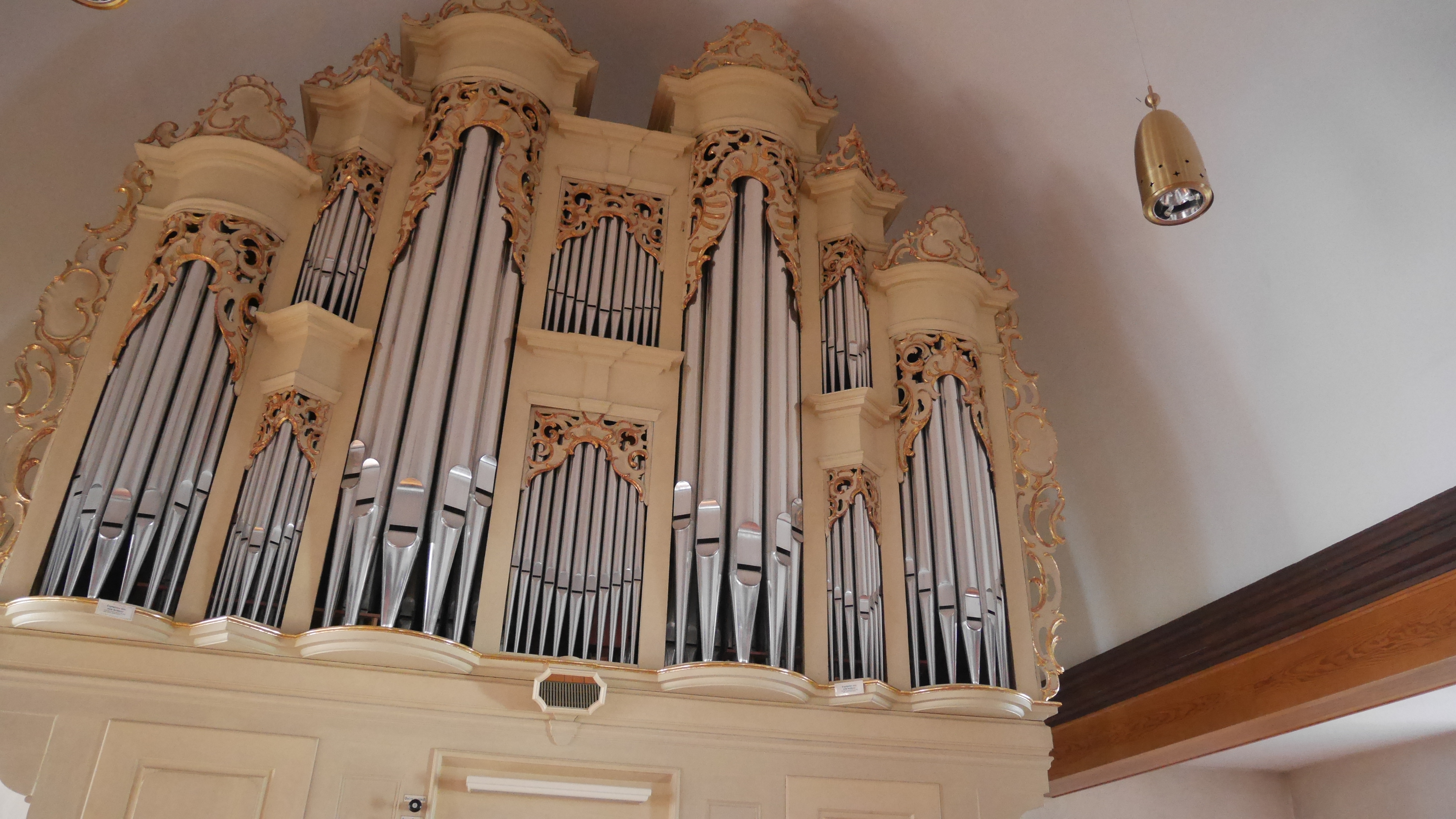
Barockorgel von J. Weinmar aus dem Jahr 1778, restauriert 1995

 1778 erhielt die Kirche eine neue Orgel von Johannes Weinmar aus Bondorf. Die alte Orgel wurde von Orgelbauer Johannes Weinmar umgebaut und kam später in die Remigiuskirche nach Mühlen am Neckar.
1791 wurde durch Kirchenrats-Baumeister Goez der baufällige Dachstuhl saniert und das Glockengeschoss des Turms erneuert. Die Emporen wurden vergrößert und überdachte Emporen-Außenaufgänge an der Südwand und an der Nordwand angebracht.
1823 erfolgte nochmals ein grundlegender Umbau der Kirche, wobei hauptsächlich die mangelhafte Dachstuhl- und Deckenkonstruktion verbessert und in den heutigen Zustand gebracht wurde.
Von 1972 bis 1974 erfolgte der bislang letzte große Umbau der Kirche. Dabei wurden u. a. alte Emporen verkleinert und verkürzt und alte Grabplatten aus dem Boden der Kirche geborgen und an den Wänden aufgestellt. Außerdem wurden wertvolle gotische Fresken (Wandmalereien) im Chorbereich (an Ost- und Südwand) wiederentdeckt und restauriert. Sie stammen aus der Zeit von etwa 1440 bis 1630 und zeigen Szenen aus dem Alten und Neuen Testament (siehe 4 Detail-Bilder in der unteren Galerie).
Die Barockorgel von Johannes Weinmar aus dem Jahr 1778 wurde 1995 vollumfänglich (Pfeifen, Mechanik, Prospekt usw.) restauriert, wiederhergestellt und erweitert.

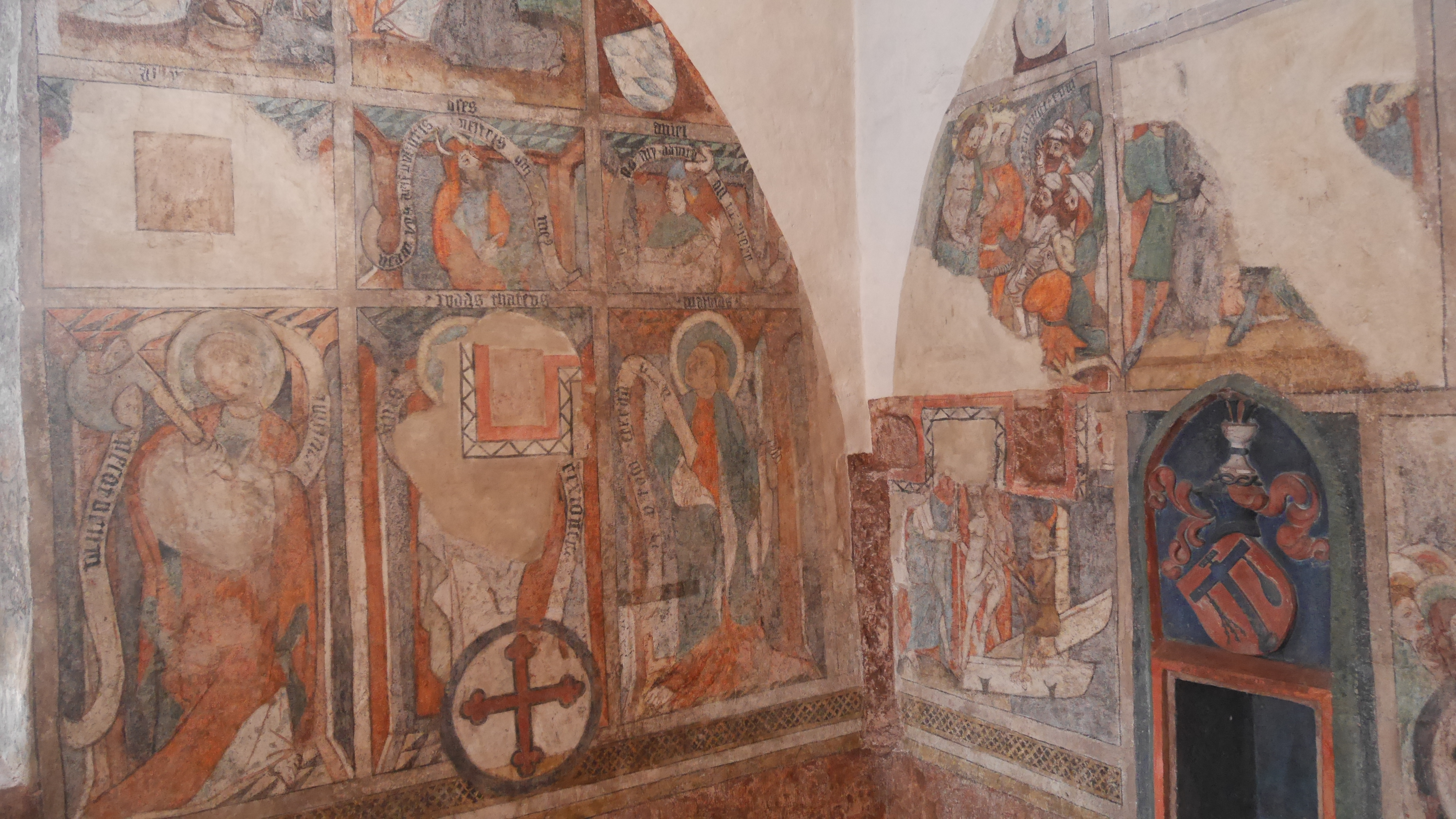
Ecke Ostwand und Südwand
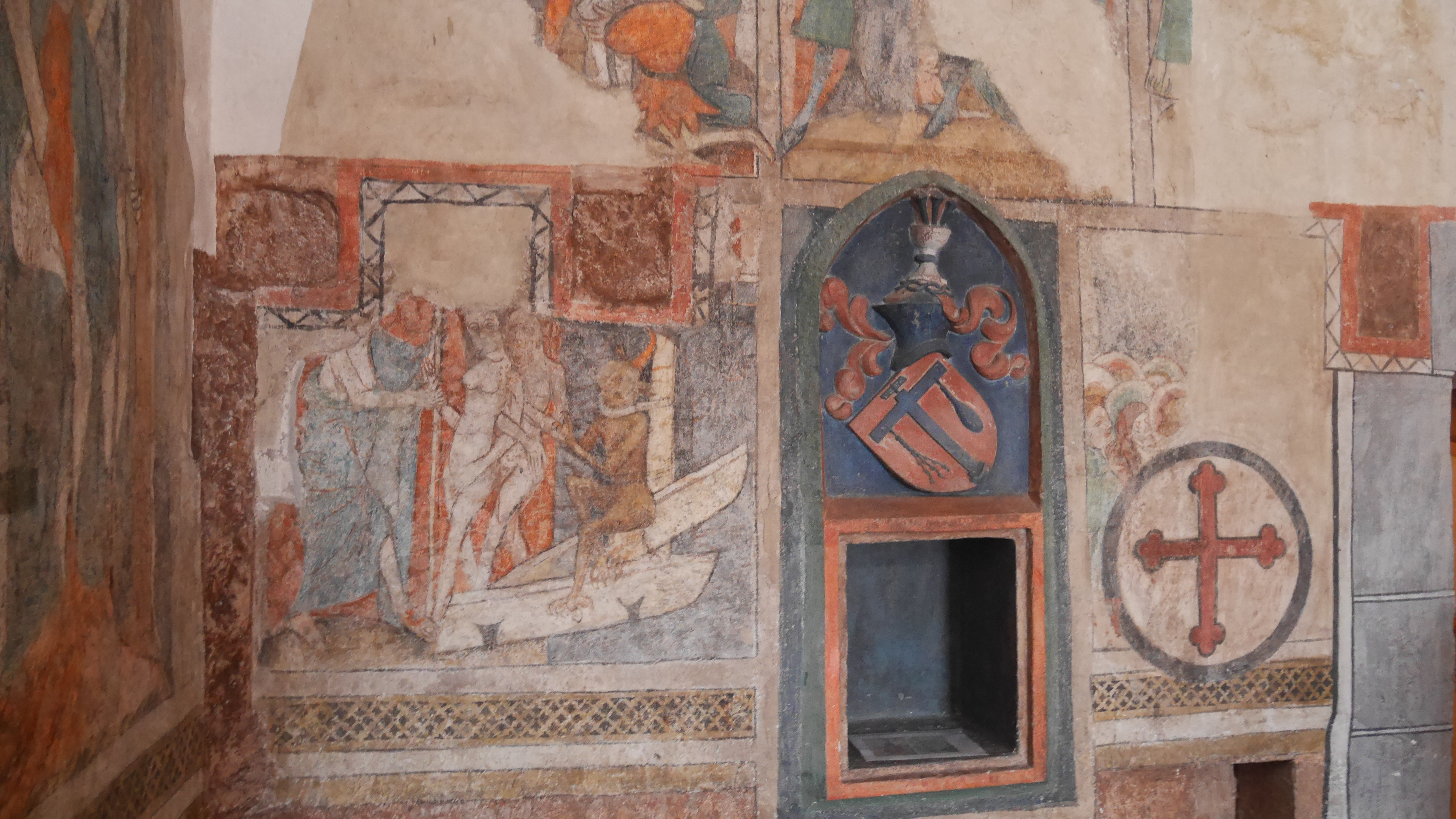
Südwand: Sakramentsnische
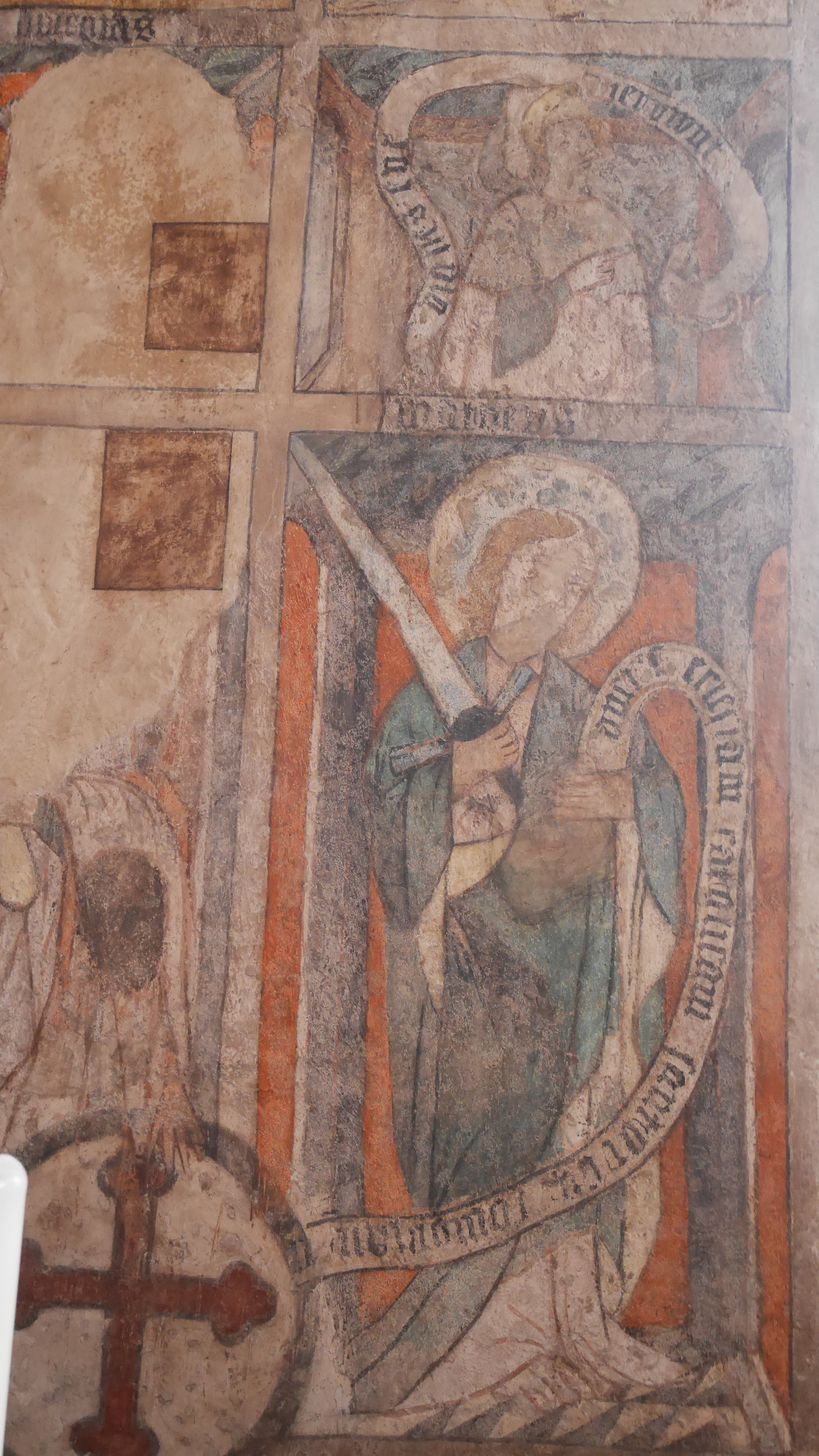
Ostwand: Matthäus und Prophet
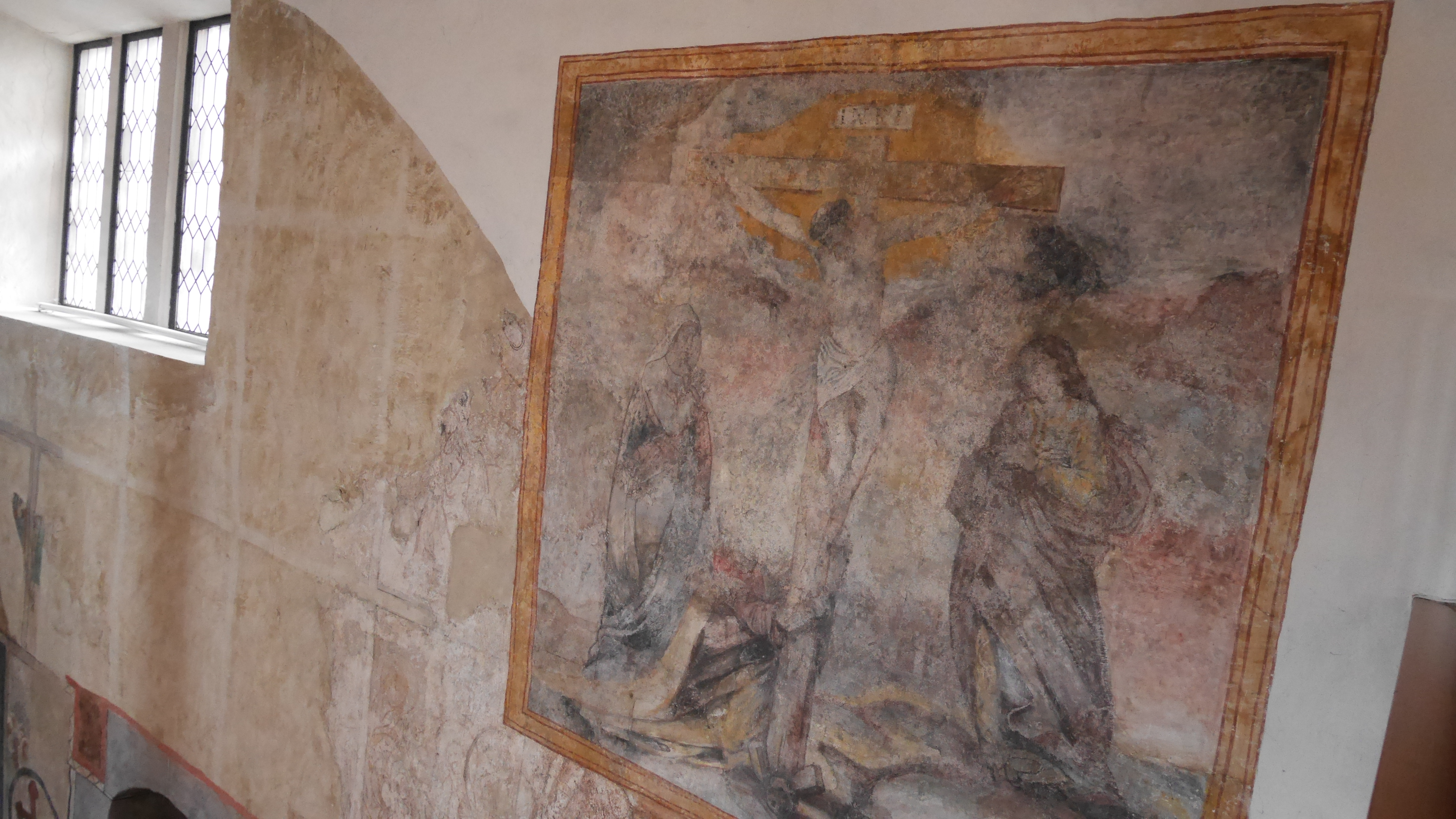
Südwand: Kreuzigung
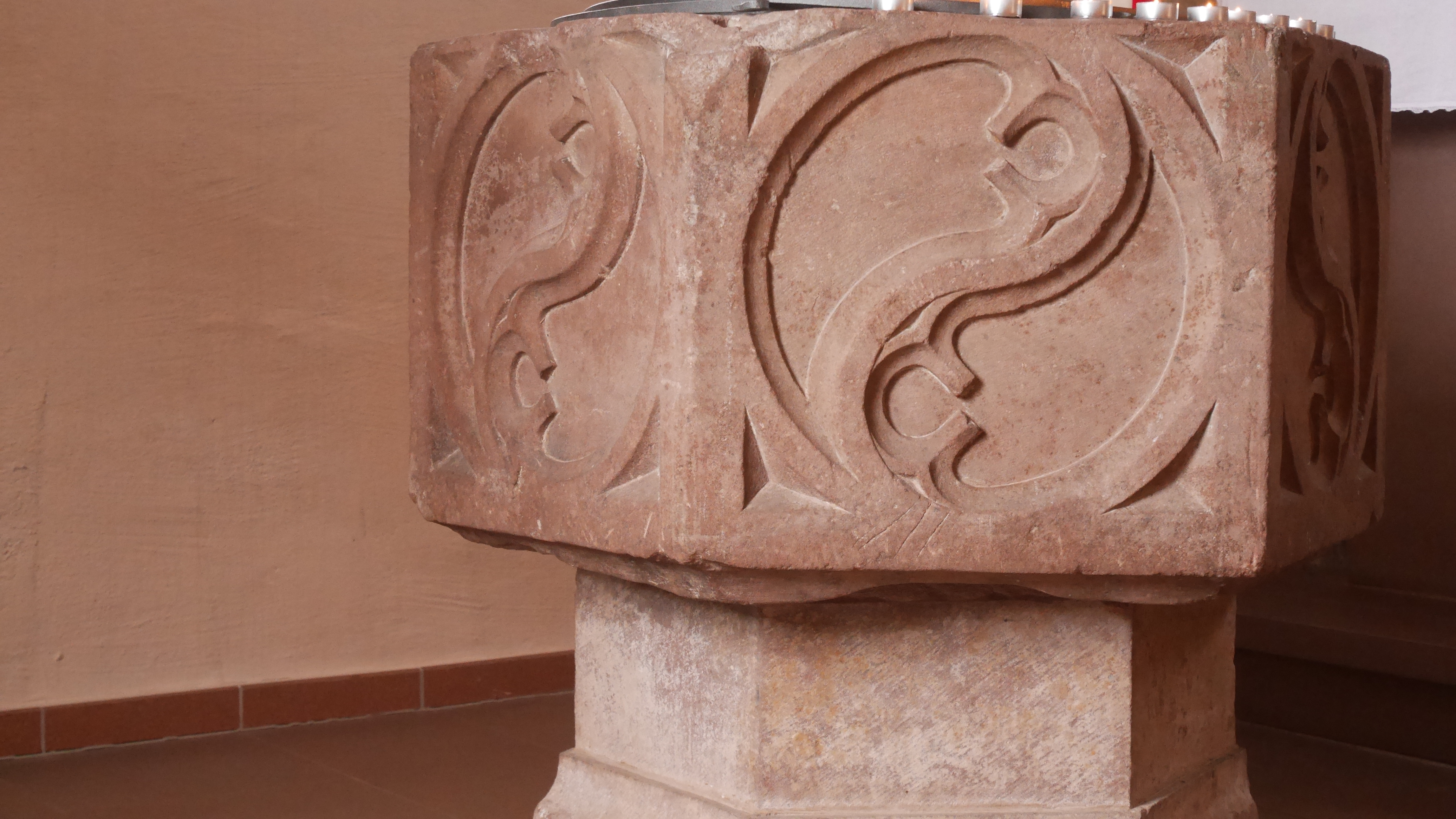
Taufstein um 1500 mit Fischblasen
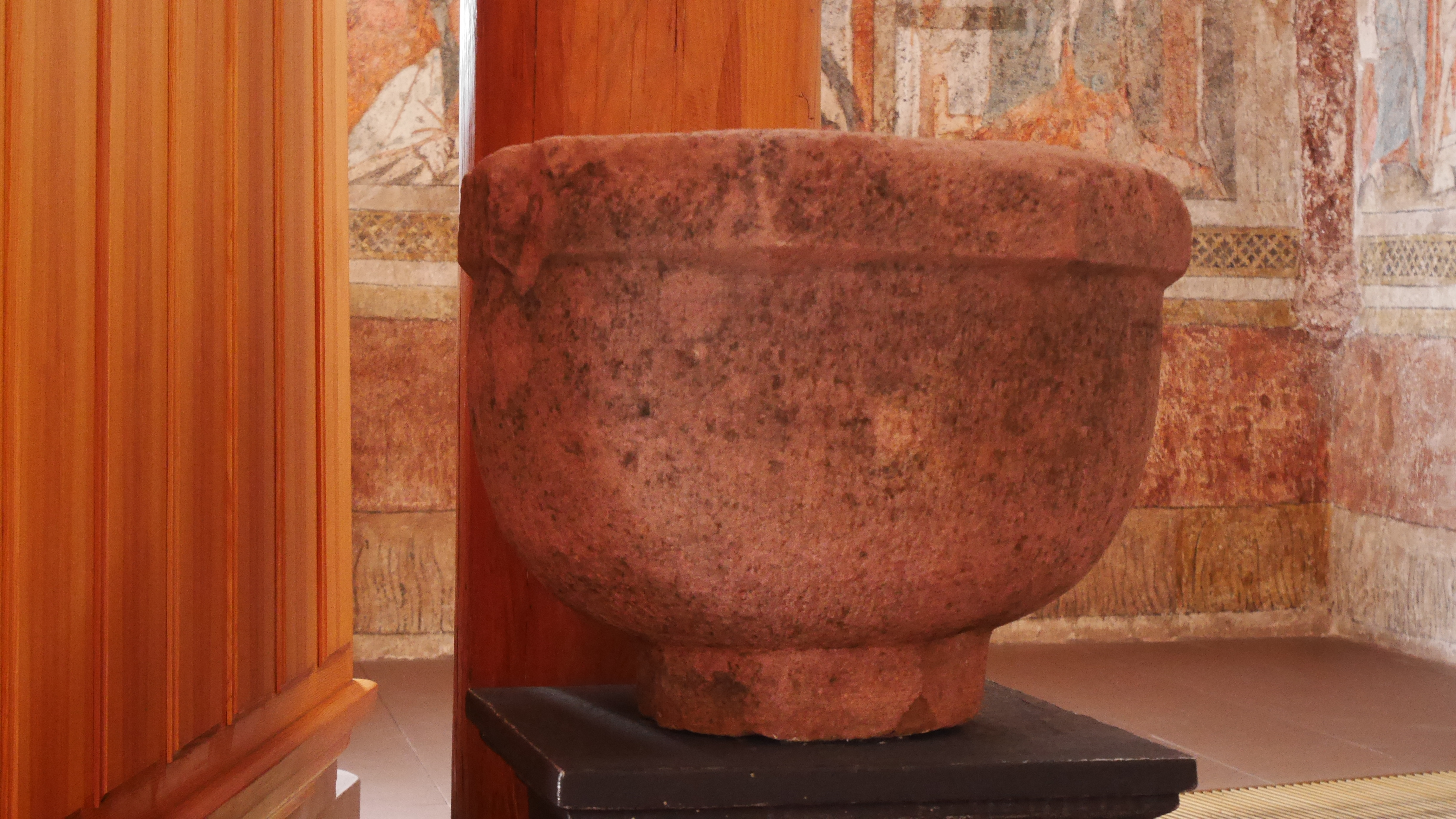
Wiederentdeckter Taufstein
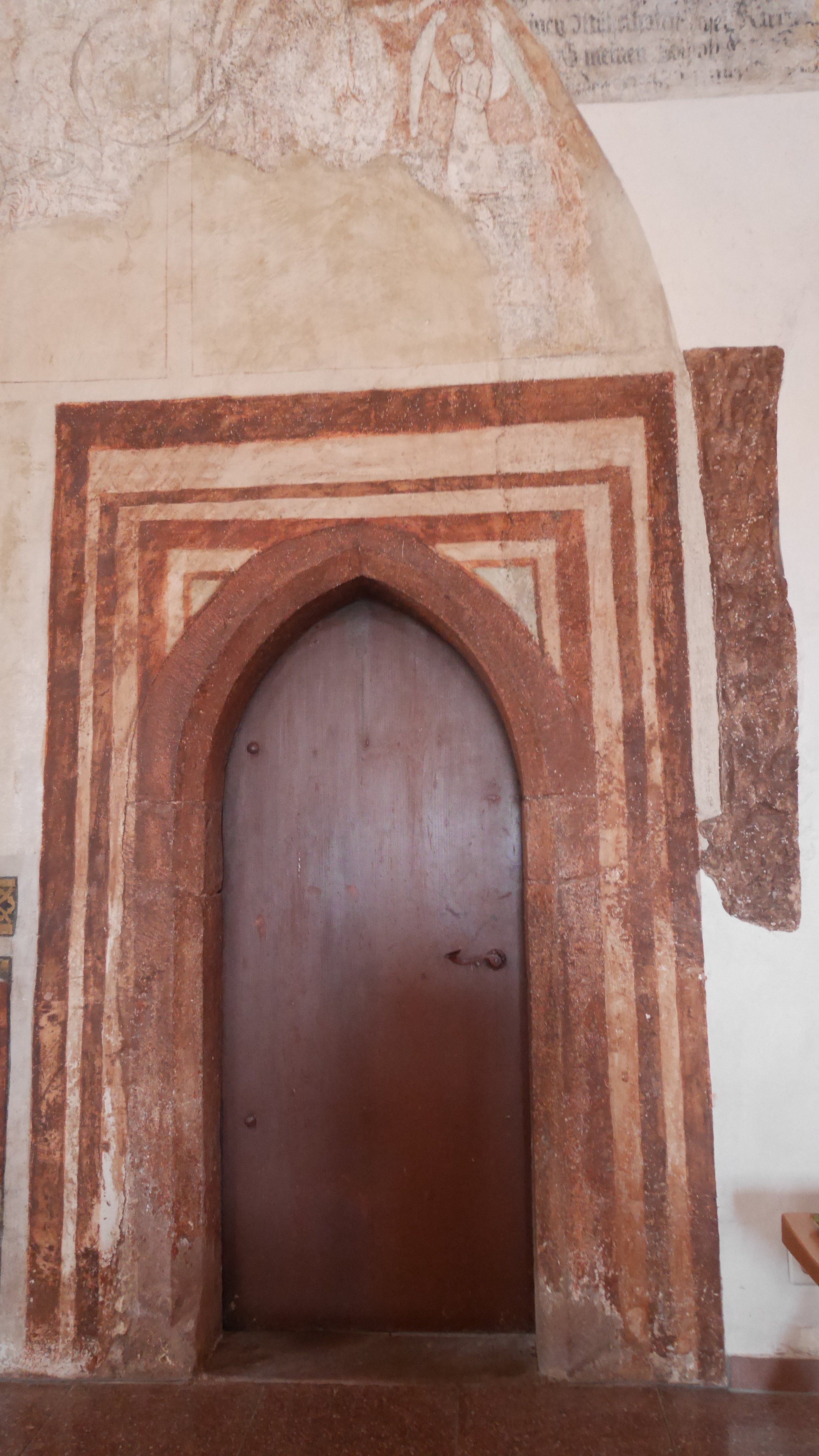
Südwand: Gotische Türe

## Ausstattung
Unter den heute in der Kirche vorhandenen Glocken befindet sich die 1767 bei Christian Ludwig Neubert in Ludwigsburg gegossene Friedensglocke, die restlichen drei Glocken wurden 1949 bei Heinrich Kurtz in Stuttgart gegossen und haben ältere, in den Weltkriegen abgelieferte Glocken ersetzt.
Die alte Friedensglocke hat ein Gewicht von 650 kg, den Schlagton gis′ und einen Durchmesser von 1060 Millimetern. Die Glocke ist mit einem Fries aus Flechtwerk, Rocaillen und Rundstäben geschmückt. Auf der Flanke nennt eine Inschrift den Gießer, das Gussjahr sowie die Namen von damaligen Gräfenhausener Honoratioren. Die Kurtz-Glocken von 1949 haben Gewichte von 231, 326 und 1166 kg.
Der heutige, spätgotische Taufstein der Kirche stammt etwa von 1500. Sein achteckiger, vermutlicher Vorgänger diente zwischenzeitlich als Blumenkübel und hat nach seiner Wiederentdeckung inzwischen wieder einen würdigen Platz in der Kirche gefunden.